# Герб Об'єднаної Арабської Республіки
Герб Об'єднаної Арабської Республіки (араб. شعار النبالة للجمهورية العربية المتحدة) — колишній державний герб Об'єднаної Арабської Республіки, включав панарабські кольори.